# Societat Econòmica d'Amics del País de Tàrrega
La Societat Econòmica d'Amics del País de Tàrrega va ser la primera Societat Econòmica d'Amics del País de Catalunya.

## Context
Les Societats Econòmiques d'Amics del País eren unes institucions culturals que van ser creades durant el darrer terç del segle xviii arreu de l'Estat. Constituïen un paral·lel de les diferents acadèmies i societats aparegudes durant aquell segle. Van aparèixer i desenvolupar-se arran de la preocupació pels coneixements útils, per l'embranzida agrícola del moment i també per l'interès en la millora dels procediments tècnics i les modificacions del règim de la propietat. Les activitats de la societat més aviat teòriques, se centraren en el desenvolupament de l'agricultura, de la indústria i del comerç.

## Història
La Societat Econòmica d'Amics del País de Tàrrega es va engendrar l'any 1776 i l'any següent es van aprovar els seus estatuts. Va ser la primera societat econòmica en establir-se a Catalunya i una de les primeres de l'Estat. La iniciativa d'establiment de la societat va sorgir de l'Alcalde Major, Francesc Antoni Muñiz, i va ser sustentada per l'ajuntament, el batlle, el procurador síndic i diversos veïns. En un primer moment es va conèixer com a Societat Econòmica d'Amics del Bé Públic fins que el 1781 fou canviat pel de Societat d'Amics del País d'Urgell. L'any 1778 assolí la important xifra de 101 socis, baixant progressivament fins a 71 l'any 1790. La vida activa de la societat però fou molt curta, ja que l'any 1790 pràcticament s'acaben les seves activitats.
La societat estava estructurada en sis comissions: comerç, indústria popular en els camps, rectificació d'escoles, i educació de nens i nenes, hospitalitat, policia i indústria popular de les Arts. La seva actuació però es va circumscriure principalment en l'àmbit educatiu arribant a obrir vuit escoles d'ensenyament professional elemental (dibuix, filar amb el torn, fabricar mitges, fer puntes, cosir, brodar....). Podríem dir que d'alguna manera foren els precedents de lo que avui és l'Escola d'Arts i Oficis de la ciutat. També hi va haver un intent de dinamitzar l'activitat industrial de Tàrrega i el seu entorn. Es treballa per la fundació d'una fàbrica d'espelmes i, al mateix temps, d'una indústria de cintes de fil i cotó. Paral·lelament es fan gestions per promoure un projecte llargament desitjat en segles anteriors, el Canal d'Urgell. Malgrat tot, es quedaren només en gestions.
La societat va publicar dos treballs: Aparato a la industria popular del Urgel. Real Cédula de S. M. Y Señores del Supremo Consejo, por la qual se aprueban los estatutos de la Societat Económica de Amigos del Pais de la villa de Tàrrega, en la villa de Cataluña... i Continuación al aparato de la industria popular del Urgel, en las actas de la segunda junta publica general que celebró la Real Sociedad Económica de Amigos del Pais de la villa de Tàrrega, en el dia 26 del mes de octubre de 1778.

## Fons d'arxiu
La documentació de la Societat es va conservar a les instal·lacions de la seu de l'Ajuntament de Tàrrega fins que s'ha traslladat a l'Arxiu Comarcal de l'Urgell. L'anàlisi del conjunt documental permet deduir-ne que s'ha conservat bona part del fons. Durant tots aquests anys no hi ha cap intervenció arxivística. Segons una nota d'Ernest Lluch arran de la publicació La Sociedad Económica de Amigos del País de Tàrrega de l'any 1971, la documentació del fons documental estava sense classificar i en pèssimes condicions quan ell la va consultar. Un cop ingressada la documentació a l'ACUR hi va haver una actuació, en els anys 1988 i 1989, tot procedint a relacionar-la mitjançant fitxes catalogràfiques Dades sobre l'ingrés Va ingressar a l'Arxiu comarcal de l'Urgell conjuntament amb el fons de l'Ajuntament de Tàrrega el novembre de 1986, amb la inauguració de l'arxiu.
La documentació del fons té a veure amb l'administració i activitats que va dur a terme la societat econòmica al llarg de la seva existència. Encara que la vida d'aquesta institució fou relativament curta, entre 1776 i 1806, la documentació ens mostra la preocupació pels problemes històrics que afectaven al desenvolupament econòmic i cultural de Tàrrega i la comarca, i la proposta teòrica de possibles solucions.
El quadre de classificació ens mostra les diferents funcions de la societat econòmica: l'administració, les activitats per seccions i les publicacions. En l'apartat administració s'inclouen la correspondència, les actes, la comptabilitat i els estatuts de la societat. En el segon apartat es troben les seccions en les quals la societat fa desenvolupar la seva activitat i en el tercer les publicacions de la societat.